# Менжинский (Самарская область)
Менжинский — посёлок в Ставропольском районе Самарской области. Входит в сельское поселение Ташелка.

## География
Посёлок находится на севере Ставропольского района. Связан автомобильной дорогой с селами Дубравка и Ташелка.

## История
В 1973 г. Указом Президиума ВС РСФСР поселок центральной усадьбы совхоза имени Менжинского переименован в Менжинский.

## Ссылки

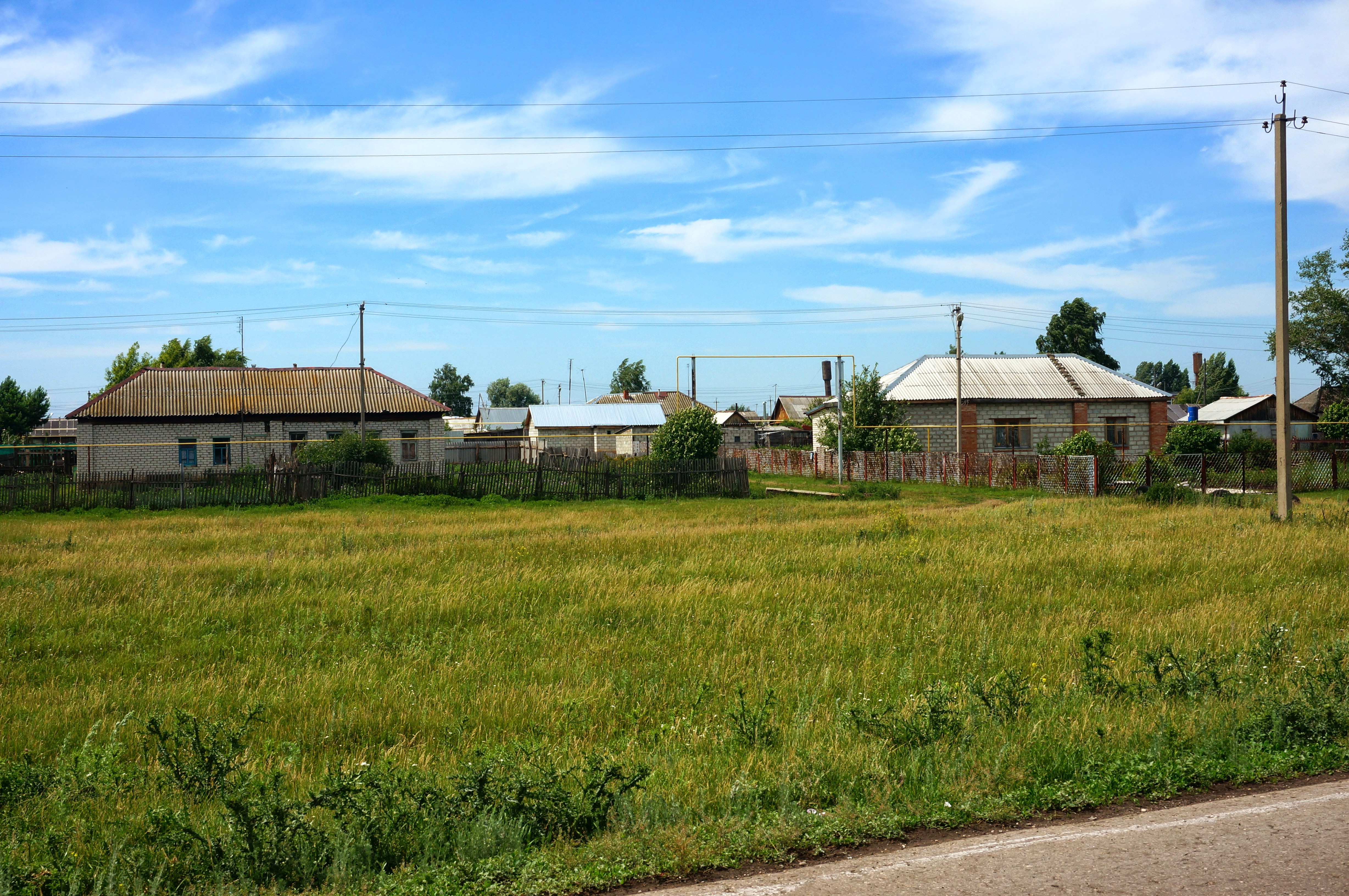
Вид на посёлок
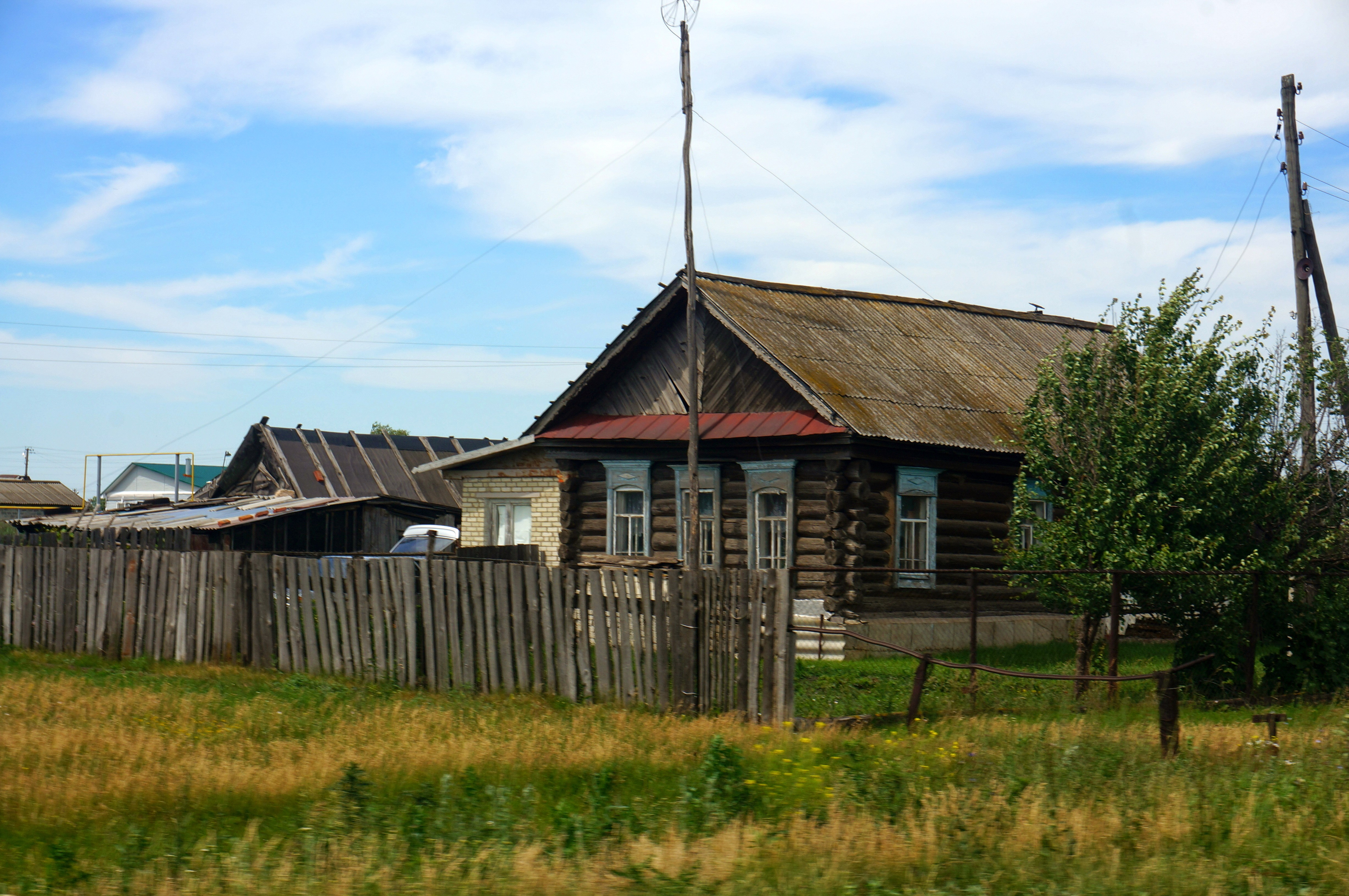
Жилой дом
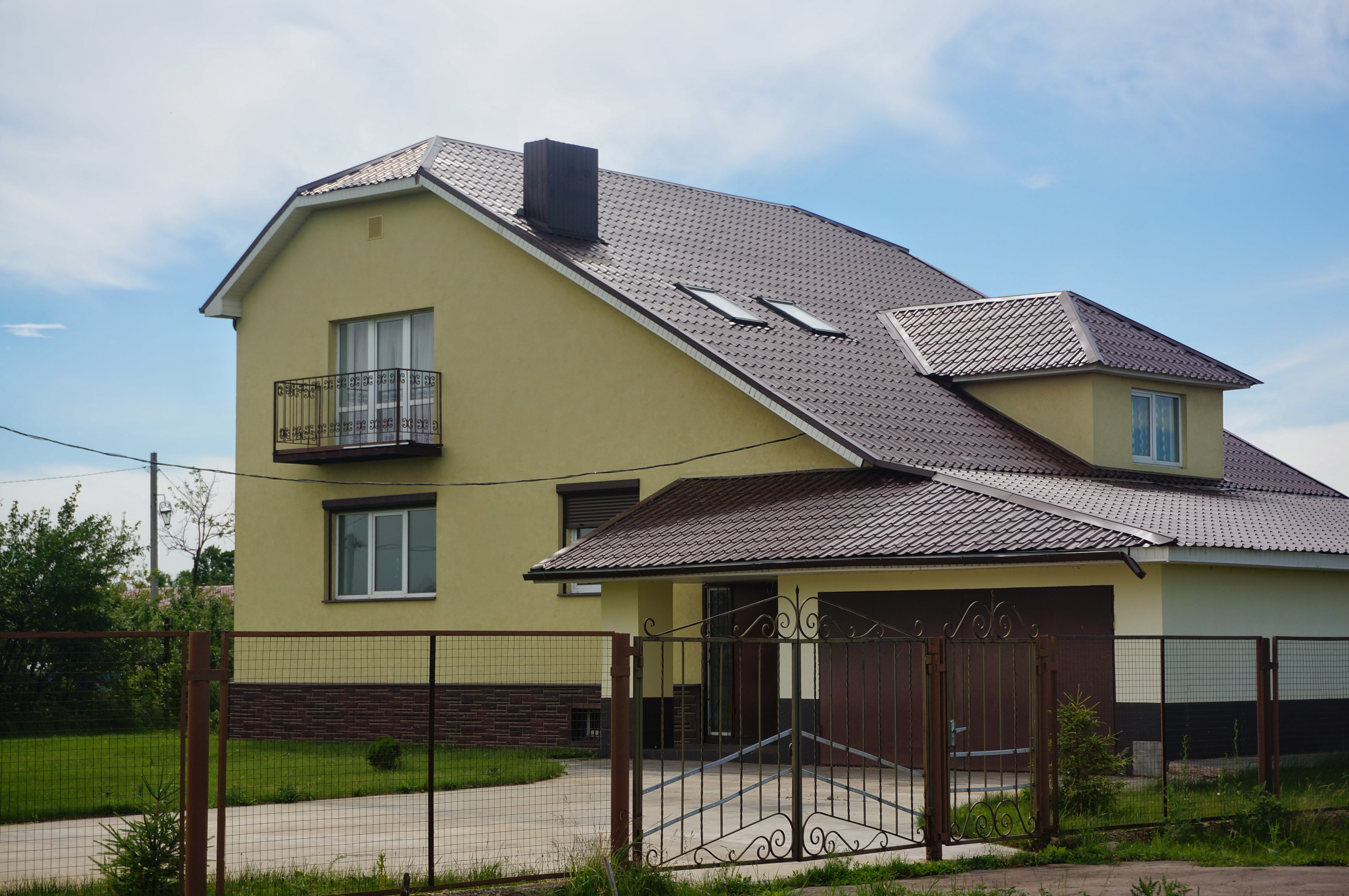
Жилой дом
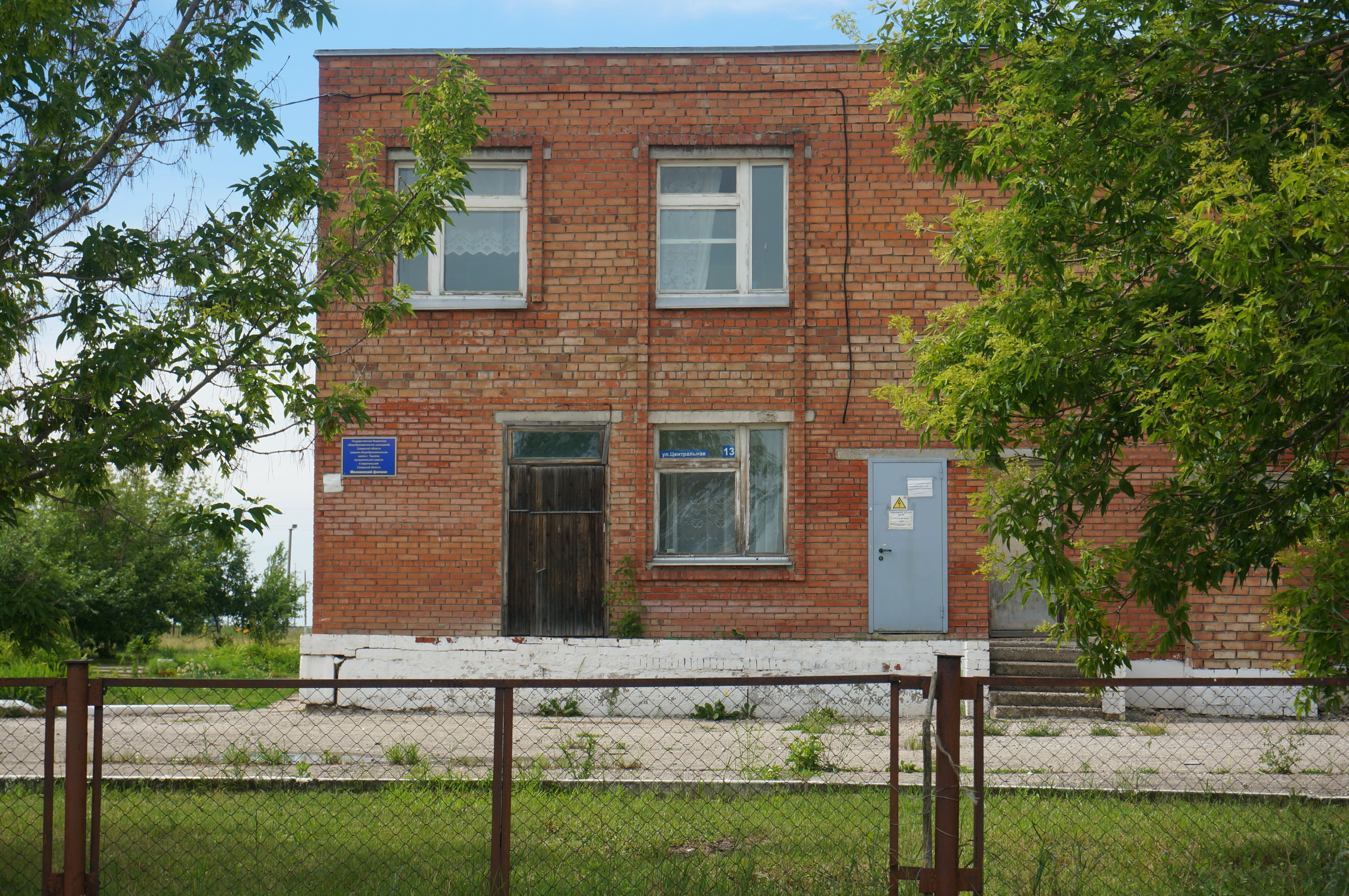
Школа

## Население
| 2010 | 2015 |
| ---- | ---- |
| 367  | ↗393 |